# Акация коайа
Акация коайа (лат. Acacia koaia, гав. Koai’a) — вид деревьев семейства Бобовые (Fabaceae). Эндемик гавайского архипелага, произрастает на островах Гавайи, Кауаи, Ланаи, Мауи и Молокаи.

## Ботаническое описание

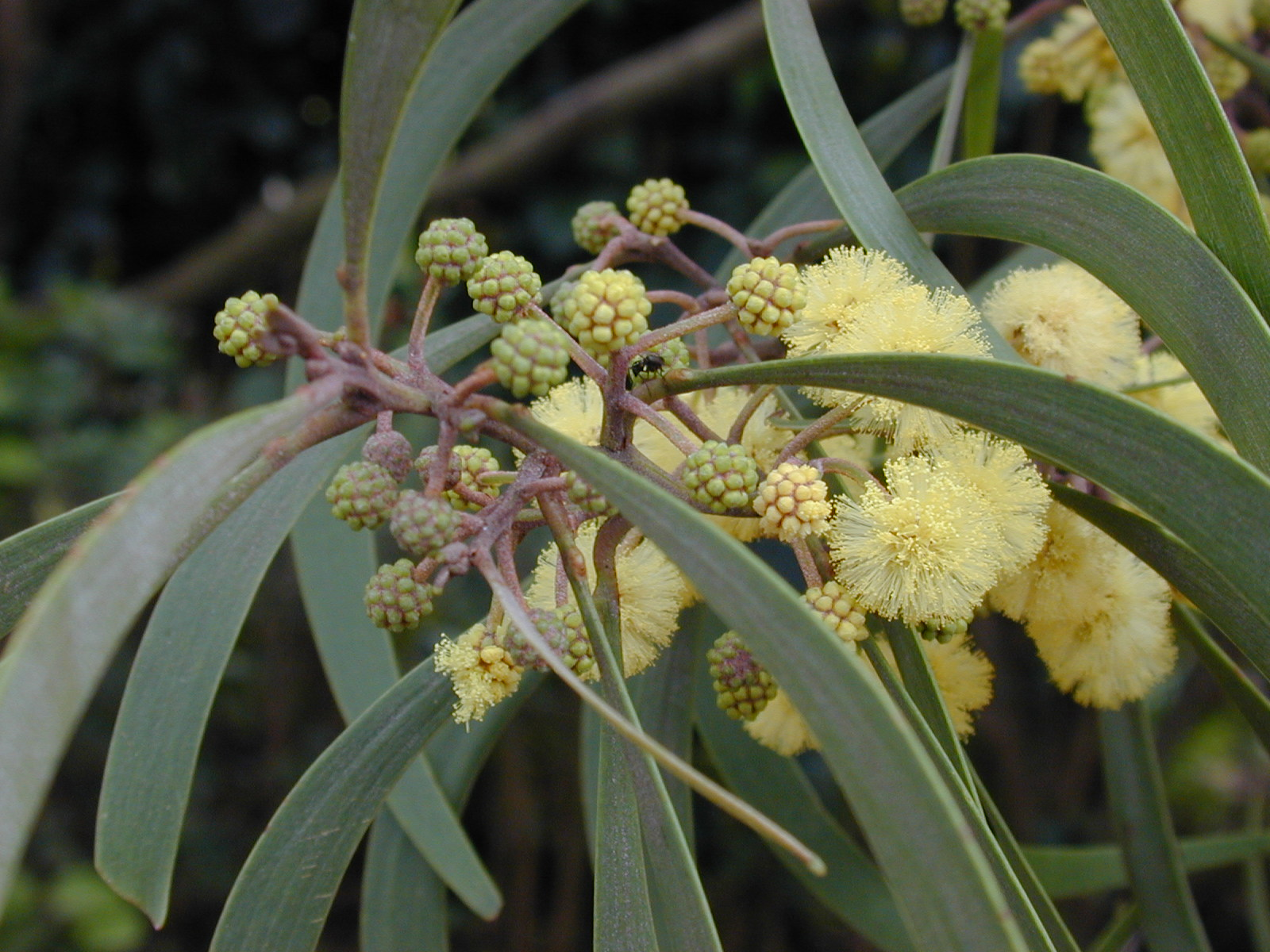

Невысокое деревце (не более 5 метров) с широкой куполообразной кроной.
Листья филлодные длинные, узкие, прямые или серповидные, плотные, серовато-зелёные. Молодые листья — перистые сложные.
Соцветия шарообразные светло-жёлтые, растут по несколько в группах, пазушные. Период цветения приходится на январь — март. Не пахнут.
Стручки узкие с расположением семян в длину (в отличие от коа, у которого семена располагаются поперёк). Семена небольшие по отношению к семенам коа. Качество семян зависит от влажности: при сухом климате — высокое.
Продолжительность жизни — более 5 лет.
Древесина твёрдая и плотная.

## Распространение
Дерево — эндемик Гавайских островов (острова: Молокаи, Ланаи, Мауи, Гавайи). Есть опасность вымирания.

## Вредители и болезни
Заболеваниям подвержено корневище. При формировании бактериального симбиоза появляется сильный острый запах. Чтобы избежать заболеваний, не рекомендуют использование пестицидных удобрений.

## Уход
Удобряют растение после того, как появляются молодые листья азотными удобрениями. Деревья не требуют подрезки. Нижние ветви самоуничтожаются. Но если для формирования кроны подрезка всё-таки необходима, то она должна быть минимальна и без сильных повреждений дерева.
Полив умеренный. Недостаток воды молодые деревья компенсируют максимальным светопоглощением. В засуху рекомендуется полив несколько раз в месяц. Растение на затопленной почве погибает. Хорошо переносит засуху и ветра.
Почва — глинистая, органическая и зола. Корни расположены близко к поверхности земли. Не рекомендуется рядом с деревом устраивать пешеходные дорожки.

## Родственные связи
Близкий родственник более крупной гавайской акации — Акация коа, которая обитает в более влажных районах.